# 多田英次
多田 英次（ただ えいじ、1908年9月13日 - 1996年1月19日）は、日本の英文学者、神戸大学・京都橘女子大学名誉教授。
奈良県出身。1933年、京都帝国大学英文科卒。神戸大学教授、1972年、定年退官、名誉教授。橘女子大学教授。

## 論文
- 生命力と英文学 - 『Kobe miscellany 1』神戸大学英米文学会[編](1959年) P87-P96
- ソ連・ルーマニヤの旅 - 『近代 34』神戸大学[編](1963年5月)P82-P90
- M. Arnold 再考 - 『Kobe miscellany 6』神戸大学英米文学会[編](1972年) P105-P117

## 著書
- 文学と教養 法律文化社 1980.6
- 文学の回帰 山口書店 1985.12

## 翻訳
- 教養と無秩序 マシュー・アーノルド、岩波文庫 1946 改版1965
- 学問の進歩 フランシス・ベーコン 服部英次郎共訳、世界の大思想 第6巻 河出書房新社 1966 岩波文庫 1974

## 参考
- 「世界の大思想」訳者紹介、新聞の死亡記事